# Andrijiwka (hromada Kehycziwka)
Andrijiwka (ukr. Андріївка) – wieś na Ukrainie, w obwodzie charkowskim, w rejonie krasnohradzkim, w hromadzie Kehycziwka. W 2001 liczyła 602 mieszkańców.